# Álvar Gómez de Castro

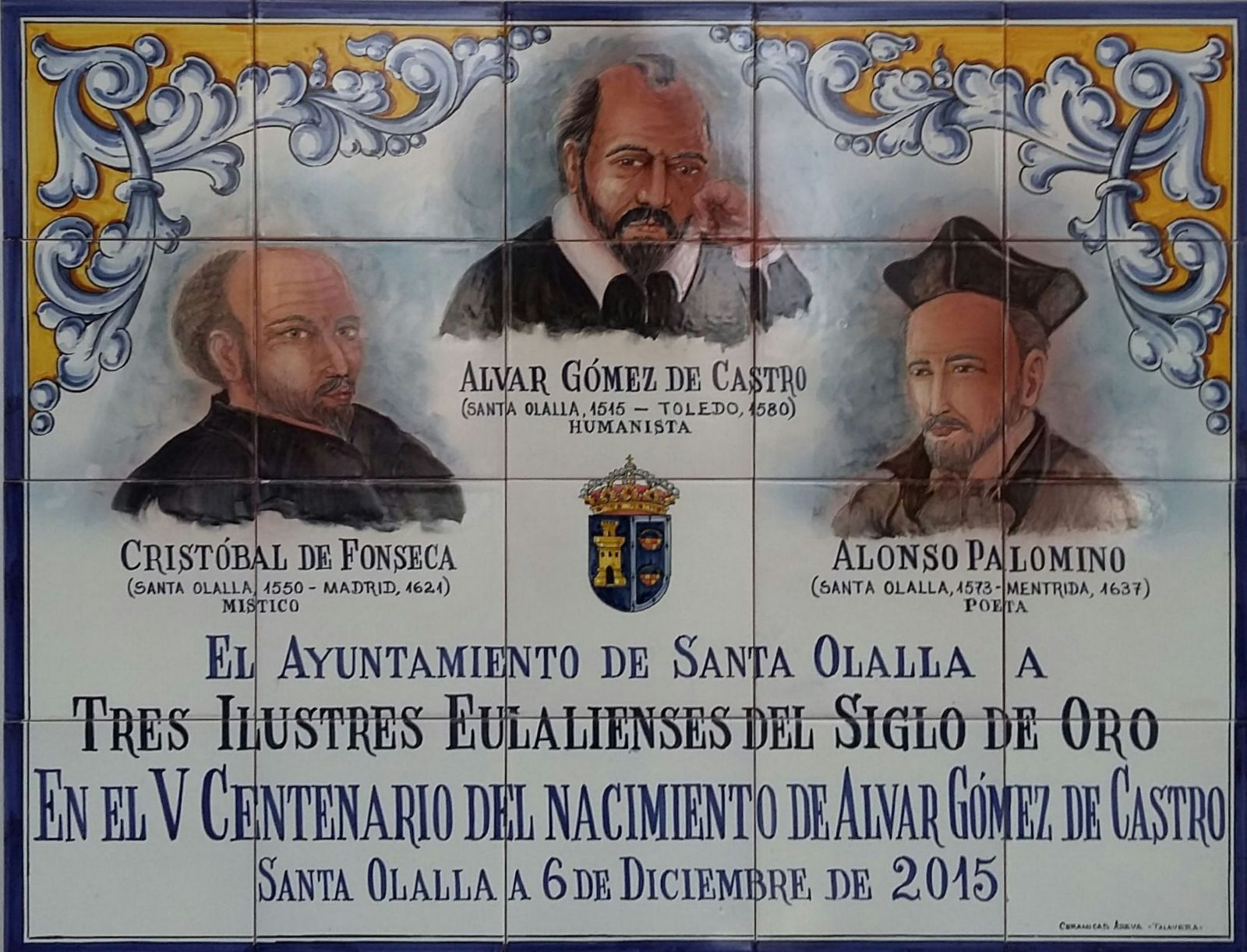
Placa en Santa Olalla con motivo del V Centenario del nacimiento de Alvar Gómez de Castro

Álvar Gómez de Castro (Santa Olalla, 6 de diciembre de 1515-Toledo, 16 de septiembre de 1580) fue un humanista, helenista, historiador y escritor español del Renacimiento, catedrático de las universidades de Alcalá de Henares y de Toledo. Fue conocido entre sus coetáneos con el sobrenombre de "El Eulaliense".

## Biografía

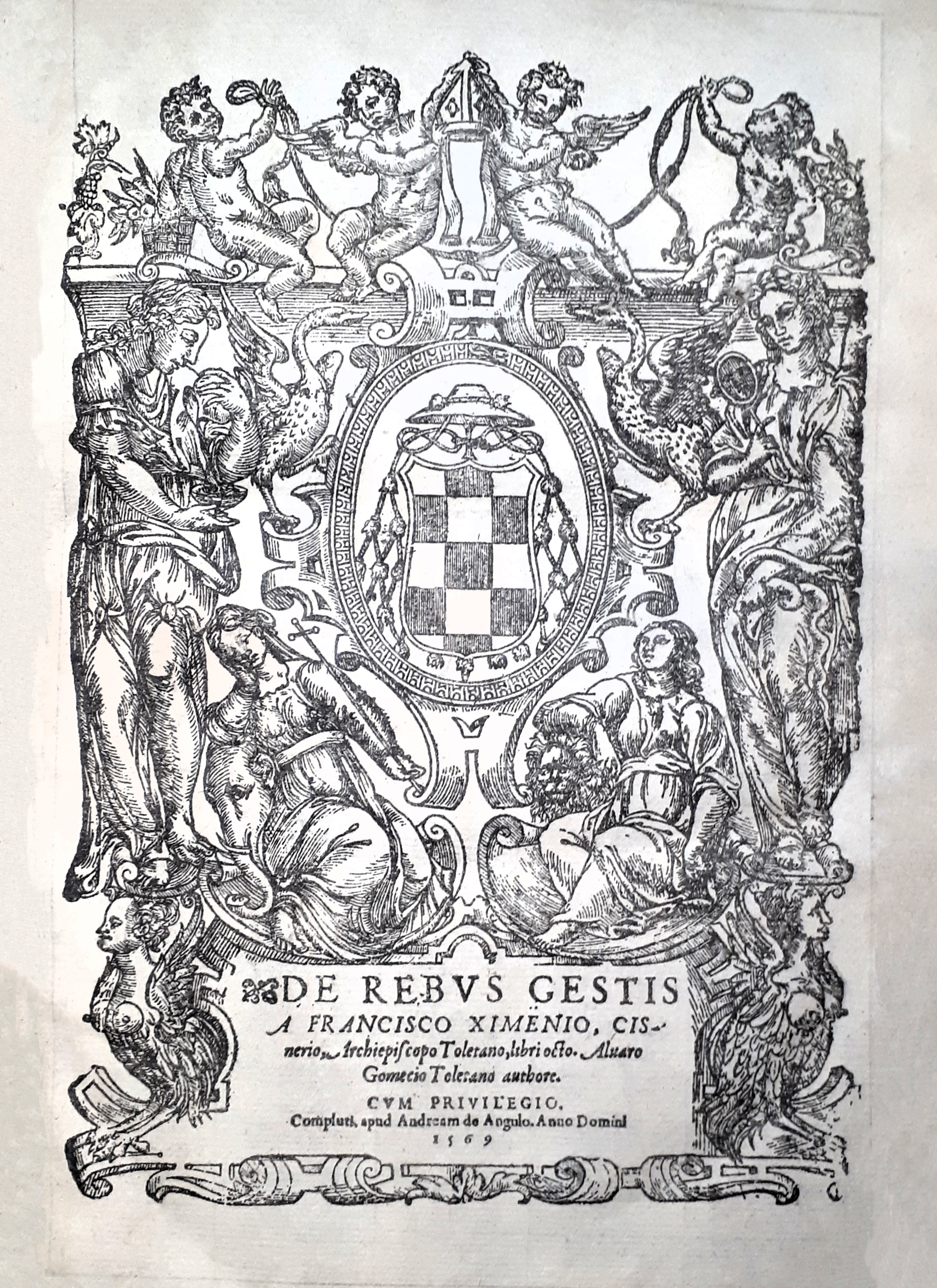
Portada del libro "De Rebus Gestis", publicado en 1569

Era de familia judeoconversa, posiblemente hijo del médico Diego Gómez y nieto de Álvaro de Castro, médico del primer conde de Orgaz y hermano de Gómez Diego Gómez de Toledo, llamado antes de su conversión Samuel Abolafia. Tuvo tres hermanos: María, Ana y Tomás de Castro.
Estudió en el Colegio de San Ildefonso de Toledo, donde llegaría a ser profesor de griego y latín; en 1542 ya era catedrático de Griego en la reciente Universidad Complutense en Alcalá de Henares; marchó a Toledo llamado por el cardenal Bernardo de Sandoval, quien acababa de fundar allí el Colegio de Santa Catalina de Toledo; allí enseñó retórica y griego entre 1539 y 1549. En 1544 legó a la Catedral de Toledo las obras médicas manuscritas de su abuelo Álvaro de Castro: Ianua vitae, Antidotarium y Fundamenta medicorum. Fue un importante epigrafista, amigo del historiador Ambrosio de Morales y del arzobispo de Tarragona y anticuario Antonio Agustín Albanell. Continuó y concluyó una muy documentada biografía en latín del cardenal Francisco Ximénez de Cisneros (De rebus gestis a Francisco Ximeno Cisnerio, Alcalá, 1569, y Fráncfort, 1581 y 1603) que había iniciado el humanista Juan de Vergara, secretario del famoso cardenal, por encargo de la Universidad Complutense y que quedó inconclusa a su muerte. José Oroz Reta la tradujo al español en 1984 con el título De las hazañas de Francisco Jiménez de Cisneros. También se le encomendó la edición de las Etimologías de San Isidoro, una monumental enciclopedia medieval, proyecto del que hizo partícipes a Antonio Agustín, el historiador jesuita padre Juan de Mariana y el editor de los Concilios de Hispania, García Loaysa. Mantuvo además un importante epistolario con el cronista y escritor Florián de Ocampo, los helenistas hermanos Francisco y Juan de Vergara, con Honorato Juan y Pedro de Rúa.
La mayoría de sus obras se conservan manuscritas y autógrafas en las signaturas 7869, 7897, 8624 y 8625 de la Biblioteca Nacional de España; y K.iii.26, K.iii.28, K.iii.29 y K.iii.31 de la Biblioteca del Real Monasterio de San Lorenzo de El Escorial. Desde estos lugares fueron copiadas y estudiadas por eruditos de la Ilustración. Gómez de Castro escribió poesía hispanolatina, sobre todo epigramas, y obras de naturaleza histórica, como un Catálogo de los arzobispos de Toledo y unas Antigüedades de la nobleza de Toledo; también sintió interés por la Arqueología y recogió varias inscripciones y medallas; entre sus manuscritos se encuentra una traducción parcial de las Vite de Giorgio Vasari e, interesado en cuestiones artísticas, tuvo estrecha relación con el escultor Nicolás de Vergara el Viejo además de proporcionar los programas iconográficos de los arcos alzados para celebrar las entradas festivas del cardenal Silíceo en la universidad de Alcalá y de la reina Isabel de Valois en Toledo con ocasión de su matrimonio con Felipe II, de las que dejó relación escrita en Publica Laetitia (1546) y Recebimiento que la imperial ciudad de Toledo hizo a la magestad de la reina nuestra señora doña Isabel (1561).

## Obras

### Manuscritos
- Adversarios. Pellejero, Juan. 2 v. (318, 292 h.). Localización: BNE, signaturas: Mss/9938-Mss/9939.
- Archiepiscoporum Toletanorum vitae. II, 408 h. Localización: BNE, signaturas: Mss/13010.
- Cartas y opúsculos. I, 173 h. Localización: BNE, signaturas: Mss/13009.
- Memoriale Regis Alfonsi ad Sebastianum Salmanticenses Episcopum, de Historia Hispaniae. 9 h. Localizción: BNE, signaturas: Mss/9880 (h.511r.-519r.)
- Miscelánea. 2 v. (I, 334; II, 234 h.). Localización: BNE, signaturas: Mss/13007-Mss/13008.
- Poemata (h. 1-54v); Moralia (h. 56-101); Philosophica et medica (h. 102-132); Epistolae (h. 134-211v); Fragmenta graeco-latina (h. 214-231v); Orationes (h. 233-280v). 280 h. Localización: BNE, signaturas: Mss/9935.
- Rejón y Lucas, Diego Ventura... et al. Poesías varias. Losalización: BNE, signaturas: Mss/13626.
- Isidoro. Etimologías (princeps)
- De rebus gestis a Francisco Ximenio Cisnerio, Archiepiscopo Toletano, libri VIII, Alcalá de Henares, 1569.
- Miscelánea de: Platón, Virgilio, Homero, Aristófanes, Eurípides, Galeno, San Ambrosio BNM, ms. 7896 (autógrafo); BNM, ms. 13009.
- De la orden y origen de las virgines vestales, Biblioteca Nacional (España), Ms. 5853

### Ediciones modernas
- De las hazañas de Francisco Jiménez de Cisneros. Oroz Reta, José (trad.). Madrid: Fundación Universitaria Española, 1984.
- Publica Laetitia, qua dominus Ioannes Martinus Silicaeus Archiepiscopus Toletanus ab Schola Complutens susceptus est. [Al fin: Compluti Excudebat Ioannes Brocarius, marca del impresor Juan de Brocar, s.a. pero ca. 1546]. Localización: Biblioteca de El Escorial, 40-II-24; BNE, signatura: R/15271.
- Sonetti. Pepe Sarno, Inoria (ed. lit.). Roma: Bulzoni, 1979.
- Recebimiento que la imperial ciudad de Toledo hizo a la magestad de la reina nuestra señora doña Isabel, hija del rey Enrique II de Francia, cuando nuevamente entró en ella a celebrar las fiestas de sus felicissimas bodas con el rey don Filipe nuestro señor, II deste nombre. (Toledo, 1561). Estudio y edición de Carlota Fernández Travieso. La Coruña: SIELAE & Sociedad de Cultura Valle Inclán, 2007.
- María del Carmen Vaquero Serrano, "Cartas de Álvar Gómez de Castro a Pedro de Rúa", en Archivo Ibero-Americano, ISSN 0004-0452, Año n.º 51, N.º 201-202, 1991 , pags. 337-356